# Kozieradka

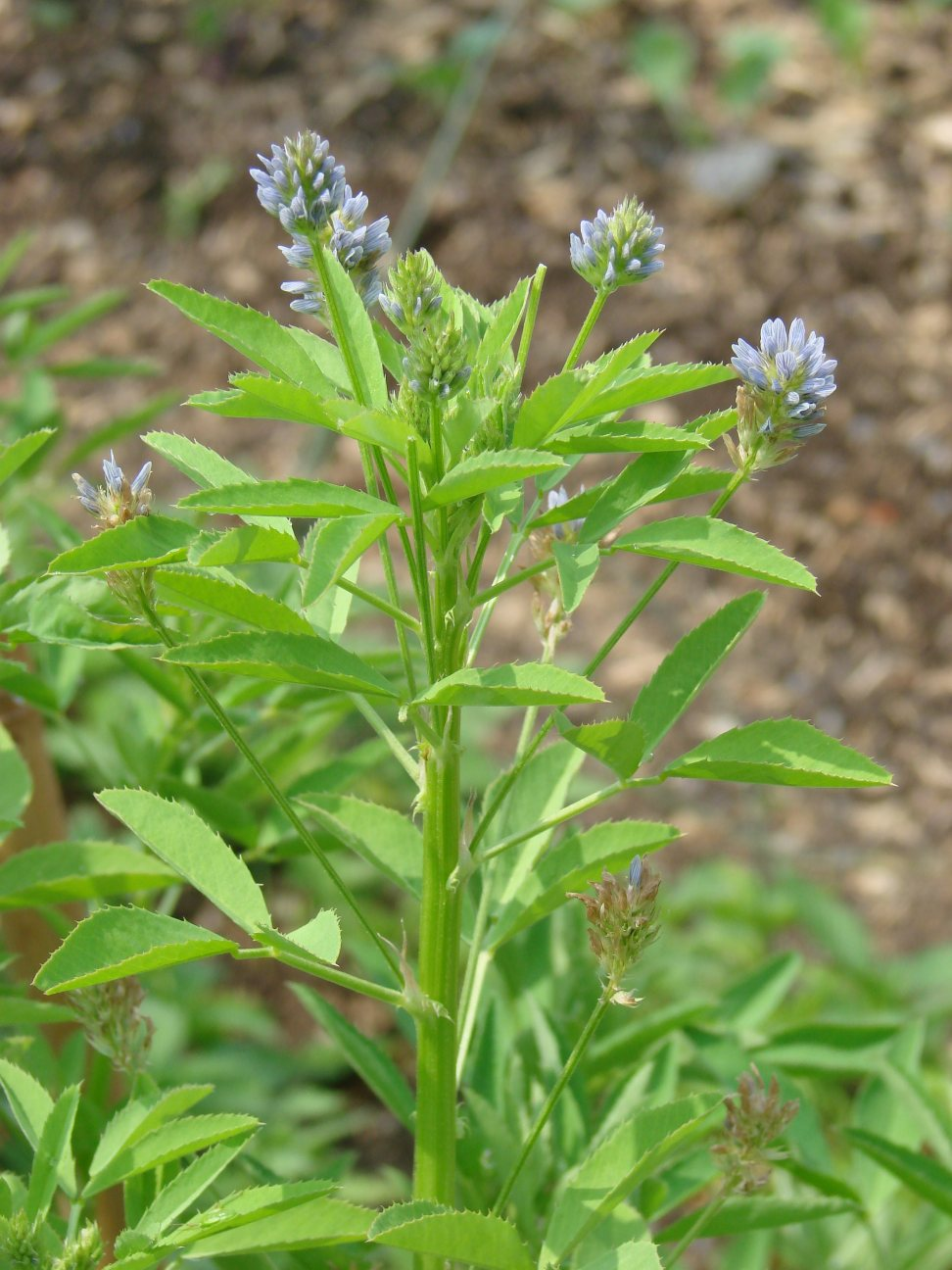
Kozieradka błękitna

Kozieradka (Trigonella L.) – rodzaj roślin należący do rodziny bobowatych. Obejmuje ponad 100 gatunków występujących na wszystkich kontynentach Starego Świata sięgając po wyspy Oceanii. W Polsce jako przejściowo dziczejące (efemerofity) spotykane są dwa gatunki: kozieradka błękitna (T. caerulea) i pospolita (T. foenum-graecum).

## Morfologia

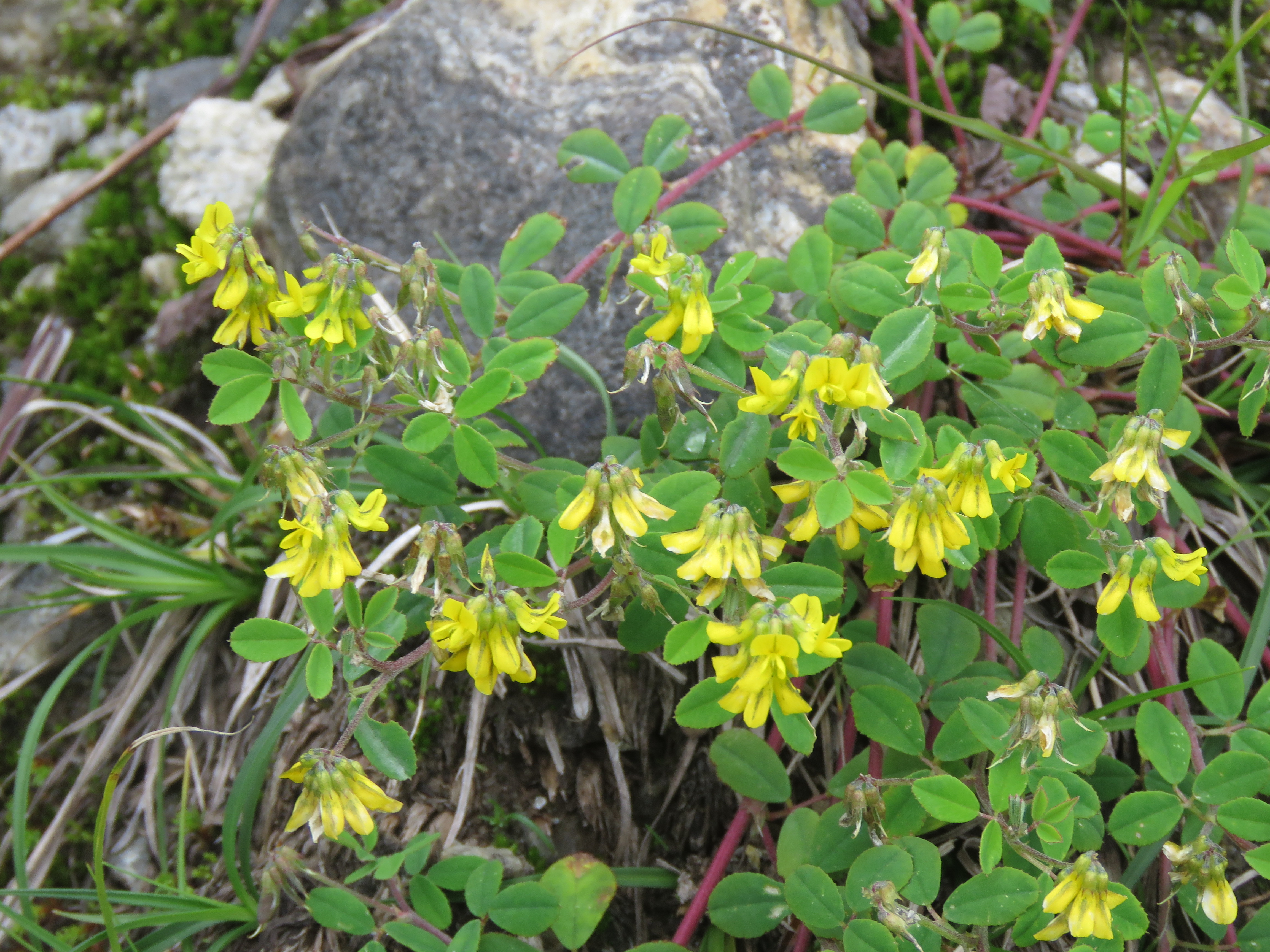
Trigonella emodi

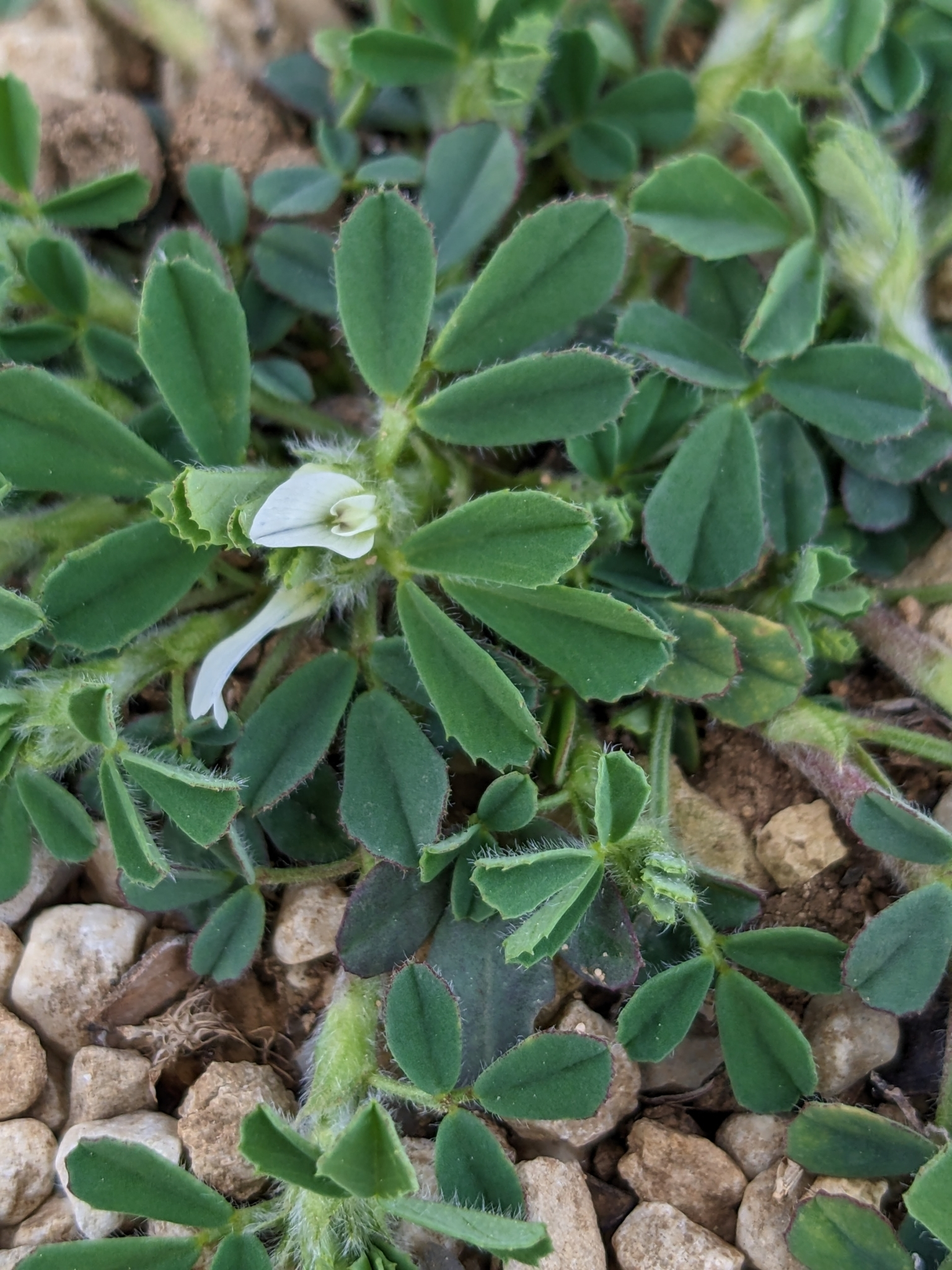
Trigonella gladiata

PokrójRośliny jednoroczne lub byliny, prosto wznoszące się lub szeroko rozpostarte, silnie rozgałęzione.
LiścieZłożone z trzech listków z przylistkami przyrośniętymi do ogonka liściowego. Szczytowy listek zwykle większy od bocznych. Listki piłkowane, z wyraźnymi nerwami sięgającymi końców ząbków.
KwiatyMotylkowe, wyrastają z kątów liści pojedynczo lub w kwiatostanach groniastych i główkowatych. Szypułki w czasie kwitnienia krótkie, do 5 mm długości. Przysadki drobne. Działki kielicha w liczbie 5 równej długości. Płatki korony żółte, niebieskie, purpurowe i białe. Dwa dolne płatki tworzą tzw. łódeczkę, dwa boczne eliptyczne skrzydełka otulające łódeczkę, a piąty wzniesiony jest do góry tworząc owalny, szeroki u nasady żagielek. Wewnątrz krótszej od skrzydełek łódeczki znajduje się jeden słupek z jedną, górną zalążnią zawierającą od 1 do wielu zalążków oraz 10 pręcików, z których dziewięć zrośniętych jest nitkami tworząc rurkę, jeden pręcik zaś jest wolny, czasem wszystkie pręciki podobne.
OwoceCylindryczne lub spłaszczone strąki proste lub wygięte, zawierają od 1 do wielu nasion. Strąki rozwijają się na szypułkach wydłużających się i grubiejących w trakcie owocowania.

## Biologia
Proces zapylania wspomagany jest mechanizmem dźwigni – siadający na kwiecie owad naciska skrzydełko i łódeczkę dzięki czemu pylniki przesuwają się w górę i obsypują owada od dołu pyłkiem. Mechanizm działać może wielokrotnie przy każdych odwiedzinach zapylacza. 
Rośliny z tego rodzaju zawierają duże ilości kumaryny, nadającej im specyficznego aromatu, nasilającego się podczas suszenia.

## Systematyka
Pozycja systematyczna rodzaju według APweb (aktualizowany system APG IV z 2016)
Jeden z rodzajów podrodziny bobowatych właściwych Faboideae w rzędzie bobowatych Fabaceae s.l. W obrębie podrodziny należy do plemienia Trifolieae.
Pozycja systematyczna rodzaju według systemu Reveala (1993-1999)
Gromada okrytonasienne (Magnoliophyta Cronquist), podgromada Magnoliophytina Frohne & U. Jensen ex Reveal, klasa Rosopsida Batsch, podklasa różowe (Rosidae Takht.), nadrząd Fabanae R. Dahlgren ex Reveal, rząd bobowce (Fabales Bromhead), rodzina bobowate (Fabaceae Lindl.), rodzaj kozieradka (Trigonella L.).
Wykaz gatunków
- Trigonella adscendens (Nevski) Afan. & Gontsch.
- Trigonella afghanica Vassilcz.
- Trigonella anguina Delile
- Trigonella aphanoneura Rech.f.
- Trigonella arabica Delile
- Trigonella aristata Vassilcz.
- Trigonella bactriana Vassilcz.
- Trigonella badachschanica Afan.
- Trigonella bakhtiarica Ranjbar & Z.Hajmoradi
- Trigonella balachowskyi Leredde
- Trigonella balansae Boiss. & Reut.
- Trigonella berythea Boiss. & C.I.Blanche
- Trigonella binaloudensis Ranjbar & Karamian
- Trigonella cachemiriana Cambess.
- Trigonella caelesyriaca Boiss.
- Trigonella caerulea (L.) Ser. – kozieradka błękitna
- Trigonella calliceras Fisch. ex M.Bieb.
- Trigonella capitata Boiss.
- Trigonella cariensis Boiss.
- Trigonella cassia Boiss.
- Trigonella cedretorum Vassilcz.
- Trigonella cephalotes Boiss. & Balansa
- Trigonella cilicica Hub.-Mor.
- Trigonella coerulescens (M.Bieb.) Halácsy
- Trigonella cretica (L.) Boiss.
- Trigonella cylindracea Desv.
- Trigonella dasycarpa (Ser.) Vassilcz.
- Trigonella disperma Bornm.
- Trigonella edelbergii (Širj. & Rech.f.) Rech.f.
- Trigonella elliptica Boiss.
- Trigonella emodi Benth.
- Trigonella esculenta Willd.
- Trigonella falcata Balf.f.
- Trigonella filipes Boiss.
- Trigonella foenum-graecum L. – kozieradka pospolita, k. grecka
- Trigonella freitagii Vassilcz.
- Trigonella gharuensis Rech.f.
- Trigonella glabra Thunb.
- Trigonella gladiata Steven ex M.Bieb.
- Trigonella gontscharovii Vassilcz.
- Trigonella gracilis Benth.
- Trigonella graeca (Boiss. & Spruner) Boiss.
- Trigonella grandiflora Bunge
- Trigonella griffithii Boiss.
- Trigonella heratensis Rech.f.
- Trigonella hierosolymitana Boiss.
- Trigonella ionantha Rech.f.
- Trigonella iskanderi Vassilcz.
- Trigonella kafirniganica Vassilcz.
- Trigonella khalkhalica Ranjbar & Z.Hajmoradi
- Trigonella koeiei Širj. & Rech.f.
- Trigonella korovinii Vassilcz.
- Trigonella kotschyi Fenzl ex Boiss.
- Trigonella laciniata L.
- Trigonella lasiocarpa Ranjbar & Z.Hajmoradi
- Trigonella late-alata (Bornm.) Vassilcz.
- Trigonella laxiflora Aitch. & Baker
- Trigonella laxissima Vassilcz.
- Trigonella lilacina Boiss.
- Trigonella linczevskii Vassilcz.
- Trigonella lipskyi Širj.
- Trigonella lycica Hub.-Mor.
- Trigonella macrorrhyncha Boiss.
- Trigonella marco-poloi Vassilcz.
- Trigonella maritima Delile
- Trigonella media Delile ex Urb.
- Trigonella mesopotamica Hub.-Mor.
- Trigonella obcordata Benth.
- Trigonella occulta Delile ex Ser.
- Trigonella pamirica Boriss.
- Trigonella platyphylla Sam. ex Rech.f.
- Trigonella podlechii Vassilcz.
- Trigonella podperae (Širj.) Vassilcz.
- Trigonella procumbens (Besser) Rchb.
- Trigonella pseudocapitata Contandr. & Quézel
- Trigonella pycnotricha Rech.f.
- Trigonella raphanina Boiss.
- Trigonella rechingeri Širj.
- Trigonella rotundifolia (Sm.) Strid
- Trigonella salangensis Vassilcz.
- Trigonella schlumbergeri Boiss.
- Trigonella × schweinfurthiana Muschl.
- Trigonella × sickenbergeriana Muschl.
- Trigonella siunica Vassilcz.
- Trigonella smyrnea Boiss.
- Trigonella spicata Sm.
- Trigonella spinosa L.
- Trigonella spruneriana Boiss.
- Trigonella squarrosa Vassilcz.
- Trigonella stellata Forssk.
- Trigonella stenocarpa Rech.f.
- Trigonella stipitata Ranjbar & Joharchi
- Trigonella strangulata Boiss.
- Trigonella striata L.f.
- Trigonella suavissima Lindl.
- Trigonella subenervis Rech.f.
- Trigonella teheranica Bornm.
- Trigonella torbatejamensis Ranjbar
- Trigonella turkmena Popov
- Trigonella uncinata Banks & Sol.
- Trigonella velutina Boiss.
- Trigonella velutinoides Hub.-Mor.
- Trigonella verae Širj.
- Trigonella xeromorpha Rech.f.
- Trigonella yasujensis Ranjbar, Z.Hajmoradi & Karamian
- Trigonella zaprjagaevii Afan. & Gontsch.

## Zastosowanie
Niektóre gatunki po wysuszeniu i zmieleniu służą jako aromatyczne dodatki do żywności. 
Suszone liście, łodygi i nasiona kozieradki pospolitej stosowane są jako przyprawa (nasiona jako „kozieradka”). Młode liście i łodygi kozieradki pospolitej używane są jako warzywo. Nasiona stosuje się również w celach leczniczych. Najczęściej wykorzystywany jest ekstrakt z nasion kozieradki, obfitujący w białko, błonnik i zawierający saponiny.